# Miembro del Parlamento (Reino Unido)

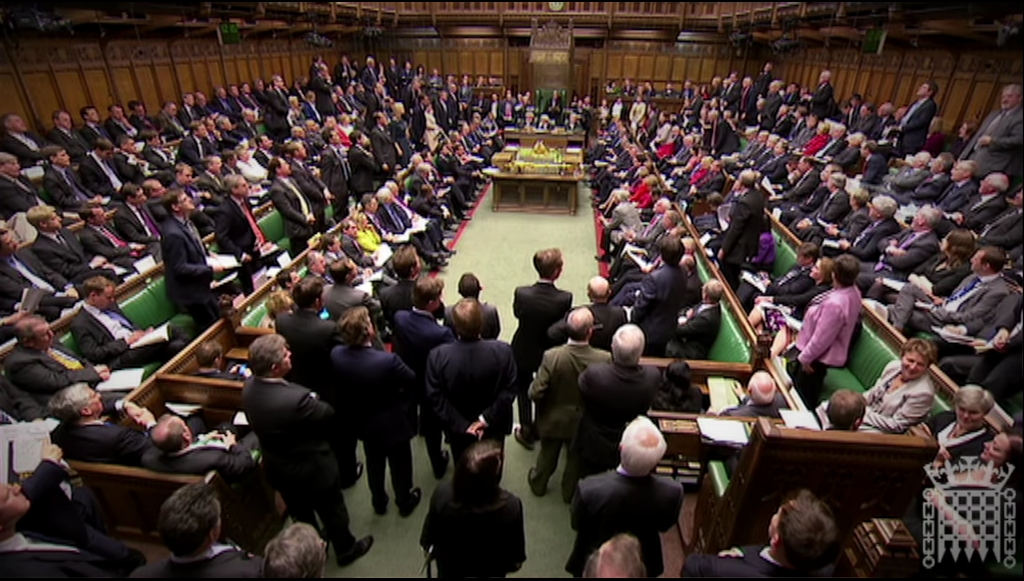
Sesión de preguntas al primer ministro del Reino Unido en la Cámara de los Comunes, lugar de reunión de los MP británicos

En el Reino Unido, miembro del Parlamento (en inglés, member of Parliament) es el título que se da a las personas elegidas para servir en la Cámara de los Comunes del Parlamento del Reino Unido.

## Sistema electoral
Los 650 miembros del Parlamento son elegidos mediante el sistema de escrutinio mayoritario uninominal en circunscripciones de todo el Reino Unido en Inglaterra, Gales, Escocia e Irlanda del Norte, donde cada circunscripción tiene su propio representante.
- 543 son elegidos por Inglaterra.
- 52 son elegidos por Escocia.
- 32 son elegidos por Gales.
- 18 son elegidos por Irlanda del Norte.

## Elecciones
Todos los puestos de los miembros del Parlamento quedan vacantes simultáneamente para las elecciones que se celebran en ciclos de cinco años. La Ley del Parlamento de Plazo Fijo de 2011 establece que las elecciones generales ordinarias se celebrarán el primer jueves de mayo, cada cinco años.
Si se produce una vacante en otro momento, por fallecimiento o dimisión del miembro, la vacante de la circunscripción podrá cubrirse mediante una elección parcial. En virtud de la Ley de Representación del Pueblo de 1981, todo diputado condenado a más de un año de prisión deja automáticamente su escaño. Para infracciones menores, la Ley de Retirada de Miembros del Parlamento de 2015 ordena que se abra una petición de destitución; si es firmada por más del 10% de los votantes registrados dentro de la circunscripción, el escaño queda vacante.

## Tratamiento protocolario
Un miembro del Parlamento que es también miembro del Consejo Privado tiene derecho a que se le conozca como «El muy honorable» (en inglés, The Right Honourable) Nombre MP, o simplemente como Nombre MP si no lo es.

## Responsabilidades
Teóricamente, se considera que los diputados contemporáneos tienen dos funciones, o tres si pertenecen a un partido político. Su responsabilidad primordial es actuar en pro del interés nacional. También deben actuar en interés de sus electores, siempre que ello no invalide su responsabilidad primordial. Por último, si pertenecen a un partido político, pueden actuar en interés de ese partido, subordinados a las otras dos responsabilidades.

El primer deber de un miembro del Parlamento es hacer lo que crea que es correcto y necesario para el honor y la seguridad de Gran Bretaña en su juicio fiel y desinteresado. Su segundo deber es con sus electores, de los cuales es el representante pero no el delegado. La famosa declaración de Burke sobre este tema es bien conocida. Es solo en tercer lugar donde su deber hacia la organización o el programa del partido toma rango. Estas tres lealtades deben ser observadas, pero no hay duda del orden en que se encuentran bajo cualquier manifestación saludable de democracia.
Winston Churchill, Deberes de un Miembro del Parlamento.